# Ein Männlein steht im Walde

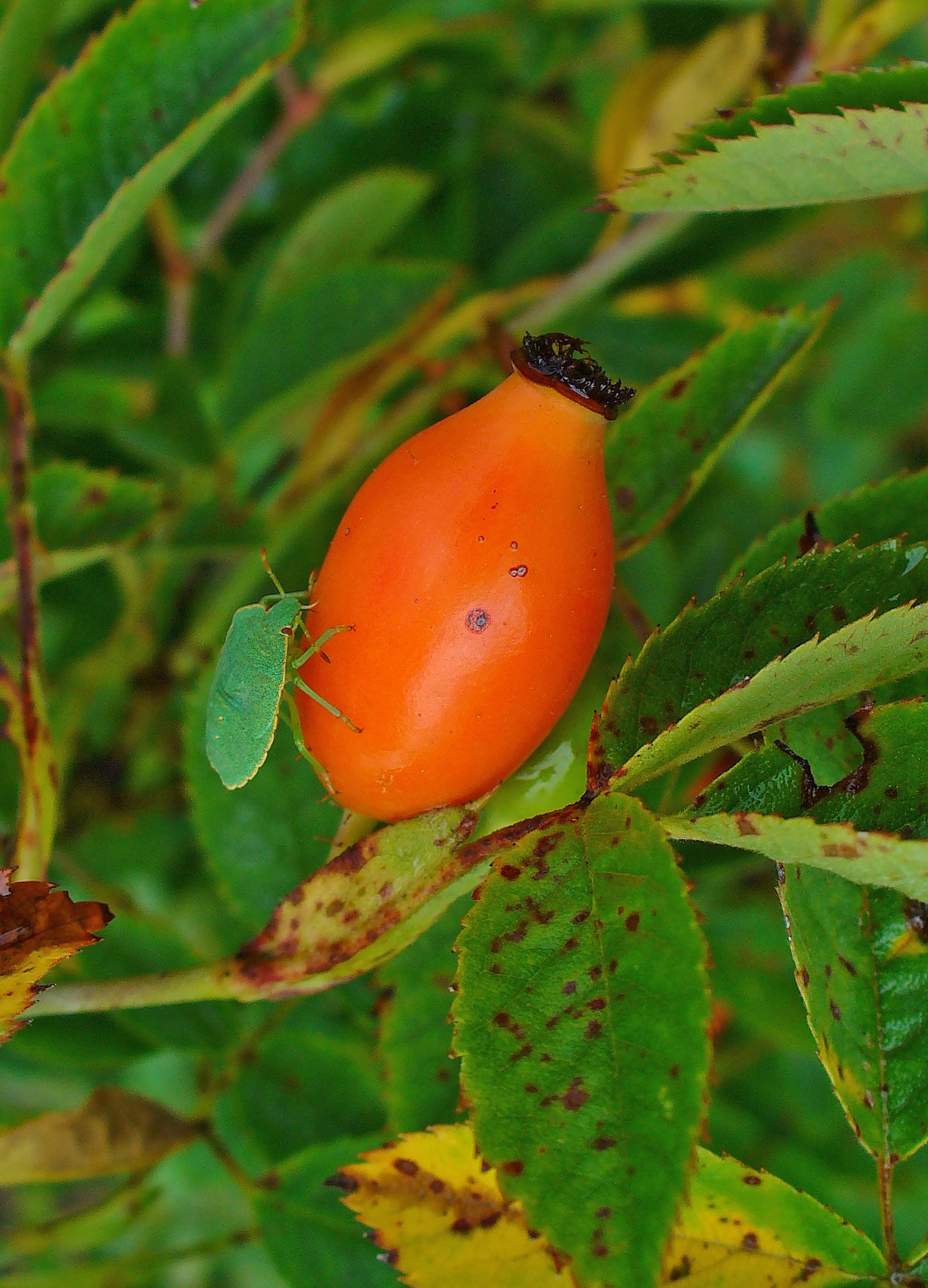
„Das Männlein […] kann nur die Hagebutte sein.“

Ein Männlein steht im Walde ist eins der zahlreichen volkstümlichen Kinderlieder von August Heinrich Hoffmann von Fallersleben aus dem Jahr 1843.

## Text
Ein Männlein steht im Walde 

Ganz still und stumm,

Es hat von lauter Purpur

Ein Mäntlein um.

Sagt, wer mag das Männlein sein,

Das da steht im Wald’ allein

Mit dem purpurrothen Mäntelein?

Das Männlein steht im Walde

Auf Einem Bein

Und hat auf seinem Haupte

Schwarz Käpplein klein. Anm. 1

Sagt, wer mag das Männlein sein,

Das da steht im Wald’ allein

Mit dem kleinen schwarzen Käppelein?
gesprochen:
Das Männlein dort auf Einem Bein,

Mit seinem rothen Mäntelein

Und seinem schwarzen Käppelein,

Kann nur die Hagebutte sein!

## Beschreibung
Das Lied gehört zur Gruppe der Rätsellieder. Die korrekte Lösung des Rätsels ist die Hagebutte, wie Hoffmann von Fallersleben in einer 1860 ergänzten Strophe zu erkennen gibt, die nach Willen des Dichters nur gesprochen wird. Doch enthält das Lied auch irreführende Hinweise, die den Fliegenpilz als (falsche) Lösung nahelegen, wie der Musikwissenschaftler Hans-Josef Irmen darstellt. Irmen führt aus:

„Tatsächlich wächst die Hagebutte nicht im Wald allein, sondern zumindest am Waldesrand, ‚am Rain‘, und ihre Früchte stehen zahlreich beisammen. Hoffmann weist dem Ratenden in der ersten Strophe einen falschen Weg, jedermann denkt zuerst an den Fliegenpilz. Erst wenn als weiteres Indiz der zweiten Strophe das ‚schwarze Käppelein‘ bekannt wird, ist klar, dass es sich um die Hagebutte handelt. Der Widerspruch zwischen beiden Strophen lässt darauf schließen, dass der Dichter inkompatible Vorlagen zu vereinigen suchte.“

Das Lied folgt einer Volksweise, die seit etwa 1800 bekannt ist, und für die in manchen Liederbüchern der Niederrhein als Herkunft angegeben wird. Die Melodie besteht aus 16 Takten, beginnt auftaktig und steht im 2/4-Takt. Da sich das Motiv innerhalb der Melodie des Öfteren wiederholt, spricht man von der Reprisenbarform, also a a b a′.
Erst durch die Aufnahme des Liedes 1893 in die Märchenoper Hänsel und Gretel von Engelbert Humperdinck erlangte es volksliedhafte Beliebtheit. Allerdings werden in dieser Oper nur die beiden ursprünglichen ersten Strophen gesungen, das Rätsel also nicht aufgelöst.

## Stoff- und Motivgeschichte
Rätsel, die die Hagebutte als Lösung haben, haben eine lange, bis in die frühe Neuzeit zurückreichende Tradition. Eine Fassung findet sich schon in einem Reterbüchlein (Rätselbuch) von 1562, das Hoffmann von Fallersleben 1833 gefunden haben will. In der Universitätsbibliothek Breslau, wo Hoffmann 1833 Kustos war, ist es allerdings nicht auffindbar.
Was hat seinen Busen voll Stein?

Und wird gefunden selten allein;

Hat auch ein rothes Röckchen an?

Thät manchem Nichts, ließ man es stahn.

  Retherbüchlein, Frankfurt 1562
Schon 1829 hatte Hoffmann ein verwandtes Gedicht von Huldrichus Therander (= Johannes Sommer, 1559–1622) zitiert, das ca. 1605 im Druck erschienen war:
Es hat ein rothes Röcklein an.

Bei Gesellschaft sieht man’s allzeit stahn,

Ist aus der Stadt hinausgezogen,

Wird im Grünfelde auferzogen,

Hat seinen Busen voller Stein

Und steht allein auf einem Bein.

Du darfst dich für ihm fürchten nicht:

Wenn du’s stehn läßt, so sticht dich’s nicht;

Wirst du’s aber wollen zerbrechen,

So hüt dich, daß dich’s nicht thut stechen.

Sag mir: weißt du, was mag es sein?

So verdienst du ein Kränzelein.
Karl Simrock zitiert in seinen Deutschen Volksbüchern mehrere verwandte Texte:
Es steht auf dem Rain,

Hat den Busen voll Stein,

Hat ein rothes Mäntelchen auf,

Und ein schwarzes Käppchen drauf.
Männchen im Strauch

Hat ein schwarz Käppchen auf,

Ein roth Mäntelchen um

Und Steine im Bauch:

Wie heißt’s Männchen im Strauch?
Eine lateinische Variante dieser Rätseltexte findet sich bereits in den Carmina Burana (vor dem 13. Jahrhundert) in der ersten Strophe von CB 177. Diese Textvariante dürfte als Rätsellösung allerdings eher die Zwiebel haben.
Stetit puella

rufa tunica;

si quis eam tetigit,

tunica crepuit.

  eia!
Stand ein Mädchen

im roten Hemd;

wenn man sie berührte

knisterte das Hemd.

## Trivia
- Wegen der falschen Rätsellösung als Fliegenpilz wurde der Text von R. Gordon Wasson als Beleg für einen kindlichen Soma-Kult in Deutschland mit der berauschenden Wirkung des Fliegenpilzgifts angesehen.[18] Dies wurde 1985 von R. E. Emmerick widerlegt.[19]
- Im Film Hannibal Rising – Wie alles begann bzw. dem Roman Hannibal Rising hat das Lied eine tragende Rolle und zieht sich durch die Handlung angefangen im Prolog, über die Tötung von Hannibal Lecters Schwester Mischa sowie wiederholt im darauf folgenden Rachefeldzug.
- Auch in der Werbung wird das Lied gern verwendet. So beispielsweise in einer verfremdeten Fassung für den Volksbund Deutsche Kriegsgräberfürsorge oder als Parteiwerbung für die CSU („Ein Männlein steht im Walde, ganz grün und dumm.“).
- Der britische Popsänger Grant Tracy veröffentlichte 1963 den Ein-Männlein-steht-im-Walde-Twist.[20] Die Aufnahme wurde auch auf der dritten Folge der CD-Serie 1000 Nadelstiche wiederveröffentlicht, einer Sammlung von deutschsprachigen Liedern, die von bekannten amerikanischen und britischen Künstlern gesungen wurden.[21]
- Das Lied dient im Film Dschungelkind an einer traurigen Stelle als Untermalung.
- Andreas Kowalewitz komponierte humorvolle Variationen des Liedes für Chor und Klavier im Stil von Bach, Orff, zeitgenössisch, Jazz, Verdi und Mozart.
- In der deutschen Fassung von Stephen Kings Buch Billy Summers wird das Lied zur Schmerzkontrolle bei verwundeten Soldaten und zur Beherrschung von Panikattacken genutzt.
- In dem Interlude Kowalski VI der deutschen Band Pur wird die Melodie und ein leicht veränderter Text benutzt, um auf die bekannte Pur-Figur Kowalski anzuspielen, die hier zum letzten Mal auf einem Pur-Album erwähnt wird (Mächtig viel Theater).[22]